# Amphiesma bitaeniatum
Amphiesma bitaeniatum е вид влечуго от семейство Смокообразни (Colubridae). Видът е незастрашен от изчезване.

## Разпространение
Разпространен е във Виетнам, Китай (Юннан), Мианмар и Тайланд.